# Geum teszlense
Geum teszlense är en rosväxtart som beskrevs av Lajos von Simonkai. Geum teszlense ingår i släktet nejlikrotsläktet, och familjen rosväxter. Inga underarter finns listade i Catalogue of Life.